# Elias Lorenzo
Elias Richard G. Lorenzo OSB (ur. 6 października 1960 na Brooklynie) – amerykański duchowny rzymskokatolicki, benedyktyn, biskup pomocniczy Newark od 2020.

## Życiorys
Święcenia kapłańskie otrzymał 24 czerwca 1989 w zakonie benedyktynów. Przez wiele lat pracował jako nauczyciel i administrator Delbarton School. W rodzimym opactwie w Morristown był m.in. dyrektorem ds. liturgii, przeorem klasztoru oraz rektorem kościoła zakonnego. Był także m.in. przełożonym klasztoru św. Anzelma w Rzymie, prokuratorem generalnym zakonu oraz przewodniczącym American Cassinese Congregation.
27 lutego 2020 papież Franciszek mianował go biskupem pomocniczym archidiecezji Newark i biskupem tytularnym Tabuda. Sakry udzielił mu 30 czerwca 2020 kardynał Joseph Tobin.